# The Little Mermaid (Musical)
The Little Mermaid ist ein Broadway-Musical nach dem Disney-Film The Little Mermaid (dt. Verleihtitel: Arielle, die Meerjungfrau), welches auf dem gleichnamigen Märchen von Hans Christian Andersen basiert. Neben den bekannten Filmliedern von Alan Menken und Howard Ashman, kommt neu komponierte Musik von Alan Menken, die in Zusammenarbeit mit dem Liedtexter Glenn Slater entstand, zur Aufführung. Das Buch wurde von Doug Wright geschrieben.
Die Uraufführung fand am 10. Januar 2008 im Lunt-Fontanne Theatre am Broadway statt. Das Musical lief bis August 2009 und wurde 685-mal gezeigt. Regie führte Francesca Zambello, die Choreographie erarbeitete Stephen Mear.
In Deutschland wurde das Musical beim Seefestival Wustrau uraufgeführt. Die Aufführung lief in den Jahren 2009 und 2010 und begeisterte Zuschauermassen aus ganz Deutschland. Die Regie führte hier Marten Sand, die Choreographie stammte vom Gesine Ringel.

## Songs
1. Akt: (1) Fathoms Below   (2) Daughters of Triton   (3) The World Above   (4) Human Stuff   (5) I Want the Good Times Back   (6) Part of Your World   (7) Storm at Sea   (8) Part of Your World (Reprise)  (9) She’s in Love   (10) Her Voice   (11) Under the Sea   (12) Sweet Child   (13) Poor Unfortunate Souls 

2. Akt: (14) Positoovity   (15) Les Poissons   (16) One Step Closer   (17) Kiss the Girl   (18) If Only   (19) The Contest   (20) Finale Ultimo